# 현도 오숙동 묘소
현도 오숙동 묘소(賢都 吳叔仝 墓所)는 충청북도 청주시 서원구에 있다. 2017년 3월 17일 청주시의 향토유적 제154호로 지정되었다.

## 지정 사유
보성 오씨의 시조 오현필의 9세손 오숙동(吳叔仝)이 태종말에 왜구를 피해 보성에서  현도면 양지리[월대촌]에 들어와 청주 입향조가 되었다.